# Tarányi család
A nyirlaki Tarányi család egy Zala vármegyei régi nemesi család, amely a 18. században virágzott, és Tarányi Ferenc (1686– 1749) zalai alispán gyermekei személyében 1749-ben férfi ágon halt ki. Később leányági dédunokája, nyirlaki Oszterhuber József (1792–1869), Zala vármegye alispánja, táblabírája, testvéreivel Oszterhuber Györggyel, Mihállyal és Ferenccel együtt 1868. augusztus 10-én királyi engedélyt szereztek I. Ferenc József magyar királytól hogy vezetéknevüket változtassák meg és az "Oszterhuber"-t mellőzve a "Tarányi"-t vegyék fel.

## A család története
A nyirlaki Tarányi család régi nemességét 1716. április 16-án erősítette meg III. Károly magyar király. Tarányi Ferenc (1686–1749), táblabiró, 1710. október 19-e és 1735. augusztus 13-a között Zala vármegye adószedője volt; egyben 1712. március 7-e és 1717. április 29-e között alszolgabíróként tevékenykedett a szántói járáson. A jómódú földbirtokos Sümegen lakott, azonban Szentgyörgyhegyen és Szigligeten is bírt földet. 1735. november 7-étől 1748. augusztus 1-jéig Zala vármegye első alispánja volt, valamint ez idő alatt több ízben a vármegye országgyűlési követe is volt. Felesége, gyömörei és teölvári Gyömörey Krisztina, akinek a szülei gyömörei és teölvári Gyömörey György, földbirtokos, és nemes Landovich Éva voltak.
Tarányi Ferenc és Gyömörey Krisztina frigyéből három leánygyermek született: Tarányi Anna (1724–1788), akinek a férje, Oszterhuber György; Tarányi Katalin (1714–1785), aki kétszer ment férjhez, először nemes Sidó Boldizsárné, majd nemes Koller Antalné; és a harmadik lány Tarányi Terézia, akinek a férje, nemes Sándorffy Sándor földbirtokos, és egyben anyai nagyszülei voltak Kisfaludy Károly (1788–1830) költőnek, és Kisfaludy Sándor költőnek. A három Tarányi leány elhunytával a család kihalt, azonban 1868. augusztus 10.-én királyi engedélyt adott I. Ferenc József magyar király, hogy Oszterhuber Györgyné Tarányi Anna (1724–1788) unokai vezetéknevűket változtassák meg és az "Oszterhuber"-t mellőzve a "Tarányi"-t vegyék fel.